# Hout Nesout
Hout Nesout est une ville de l'Égypte antique. Elle est localisée sur l'actuel Kôm el-Ahmar Saouris, à cinq kilomètres au sud de Chârûnah. Il est attesté que le site a été occupé d'une manière continue depuis la fin de l'Ancien Empire jusqu'à l'Antiquité tardive.

## Histoire

### Égypte ancienne
Elle est connue pour avoir été la capitale du XVIIIe nome de Haute-Égypte, ainsi que pour être la patrie d'origine du général Horemheb, le fondateur de la XIXe dynastie, né roturier mais devenu pharaon à l'occasion de l'extinction de la dynastie précédente. 
La découverte de plusieurs inscriptions funéraires datées de l'Ancien Empire (tombes de Iouhy, Bebi, Bekheni, Sabi, etc.) attestent que le dieu faucon Nemty est le dieu de Hout-Nesout tandis que le dieu chacal Anubis est le dieu principal de la ville voisine de Hout-Benou (sans doute Cynopolis). À partir du règne d'Amenhotep III, il s'avère que le dieu Horus est la divinité principale de Hout-Nesout au détriment de Nemty.

### Redécouverte récente
La région entre El-Kom el-Ahmar et Chârûnah et Qarara, a fait l'objet depuis plusieurs années de recherches archéologiques menées par l’Institut d’égyptologie de l'université Eberhard Karl de Tübingen. 
Béatrice Huber, responsable des fouilles à Chârûnah/Sharuna, cité prospère aux premiers siècles du christianisme, y a mis en évidence une importante production viti-vinicole : « Les fouilles ont révélé une occupation dense du territoire aux premiers siècles du christianisme et mis en lumière les multiples aspects de la vie quotidienne des habitants tant du point de vue économique que religieux. Le complexe religieux de Sharuna comprend une église funéraire entourée d'un vaste cimetière et de nombreux petits ermitages et monastères disséminés dans le désert. La viticulture et le tissage occupaient une grande partie de la population civile et monastique qui produisait aussi bien pour ses propres besoins que pour l'exportation. ».
Grâce à des fouilles archéologiques sur sa nécropole, il est attesté que le site a été occupé d'une manière continue depuis la fin de l'Ancien Empire jusqu'à l'Antiquité tardive.